# جمال تشارلز (لاعب كرة قدم أمريكية)
جمال تشارلز (بالإنجليزية: Jamaal Charles)‏ هو لاعب كرة قدم أمريكية أمريكي، ولد في 27 ديسمبر 1986 في بورت أرثر في الولايات المتحدة.

## وصلات خارجية
- جمال تشارلز على موقع الاتحاد الدولي لألعاب القوى (الإنجليزية)
- جمال تشارلز على موقع إي إس بي إن.كوم (أن.أف.أل)3
- جمال تشارلز على موقع مرجع كرة القدم المحترفة.كوم (الإنجليزية)
- جمال تشارلز على موقع كلية كرة القدم في سبورتس رفرنس.كوم (الإنجليزية)